# Sant Martí d'Adraén
L'església de Sant Martí d'Adraén és al poble d'Adraén, municipi de la Vansa i Fórnols (Alt Urgell). És protegida com a bé cultural d'interès local.

## Descripció
Església d'una sola nau, amb capçalera plana orientada a ponent i coberta per tres trams de volta de creueria, separats per dos arcs faixons perllongats per pilastres cap als murs laterals de la nau. El tram central presenta dues capelletes adossades, a banda i banda de l'espai central, configurades com dues grans fornícules poc profundes, obertes als murs laterals de la nau i coronades per arcs de mig punt. Un fris motllurat recorre tota la nau a l'alçada de l'arrencada de la volta. La capçalera del temple, on se situa l'altar major, només es diferencia de la resta de la nau pel fet de trobar-se a un nivell superior que se salva amb dos graons. Tot l'interior es troba arrebossat i pintat de color blanc, amb pilastres, els arcs faixons i les motllures ressaltades amb colors ocres.
El temple presenta dues obertures al mur oriental oposat a l'altar major. D'una banda la porta, en arc de mig punt i contornejada per grans carreus de pedra i de l'altra, al mateix mur i a un nivell superior, una finestra de mig punt.
Els paraments externs són de reble, amb restes d'arrebossat de calç, i les cantonades són realçades amb carreuat. La coberta és de teula a doble vessant, amb ràfec força sortint i amb imbricacions. Coronant la façana oriental hi ha un campanar d'espadanya de dos ulls.
A l'interior del temple hi ha un cor de fusta en alt, als peus de la nau, i una pica beneitera situada sobre un peu d'obra modern davant de la porta d'accés de l'església. Es tracta d'una peça antiga, procedent possiblement de l'antiga església parroquial, situada als afores del poble, tot i que de datació incerta. Es tracta d'una pica de forma semiesfèrica, amb la part superior contornejada per una motllura de mitja canya i amb una sèrie de triangles en relleu a la meitat inferior.

## Història
La població d'Adraén (Addragigno) és esmentada a l'acta de consagració de la Seu d'Urgell de l'any 839.
El lloc d'Adraén és esmentat en un document que data de l'any 835. Lluís el Pietós concedí la protecció i la immunitat al monestir de Sant Salvador de la Vedella. Els monjos d'aquest cenobi tenien propietats a Adraén.
En un document de l'any 1007 el comte Ermengol I d'Urgell fa una permuta d'alous en el terme de "Sancto Martino de Adragenne". L'any 1019 el bisbe Ermengol d'Urgell atorgà als habitants i clergues de Sant Martí d'Adraen exempcions relacionades amb els delmes que havien de satisfer a Santa Maria de la Seu d'Urgell. Al llarg del segle xi hi ha diverses notícies històriques referents a Sant Martí d'Adraén.
El lloc d'Adraén formava part dels dominis del vescomtat de Castellbó des de 1113. A inicis del segle xvi els Castellbó gaudien de tota la jurisdicció civil i criminal.
Existeix una relació de visites pastorals efectuades a la parròquia de Sant Martí d'Adraén entre els anys 1575 i 1758.
En el segle xviii la parròquia d'Adraén comprenia, a banda de l'església de sant Martí, l'església de Sant Vicenç de Banyeres, actualment ensorrada, i la capella de Sant Salvador, just al peu de la serra del Cadí. Actualment, l'església de Sant Martí d'Adraén depèn de la parròquia de Fórnols.